# پوتگلنون
پوتگلنون (به انگلیسی: Portglenone) یک روستا در بریتانیا است که در شهرستان انتریم واقع شده‌است. پوتگلنون ۱٬۱۷۴ نفر جمعیت دارد.